# Військовий штаб Європейського Союзу
50°50′44″ пн. ш. 4°23′25″ сх. д. / 50.845627° пн. ш. 4.390297° сх. д.
Військовий штаб Європейського Союзу (англ. European Union Military Staff, EUMS) — орган Європейського Союзу, створений 22 січня 2001 року Радою ЄС в рамках Спільної політики безпеки та оборони. Є департаментом при Секретаріаті Ради ЄС. До його складу входять військові експерти, делеговані державами-членами. Орган очолюється щонайменше 3-зірковим генералом. Зараз його головою є австрієць Вольфганг Восольсобе. До задач штабу належать:
- оцінка міжнародної обстановки з точки зору безпеки та оборони;
- раннє попередження криз;
- стратегічне планування Петерсберзьких завдань;
- виконання рішень, прийнятих Військовим Комітетом Європейського Союзу.